# Catedral de Lavaur
La catedral [de] San Alain de Lavaur (en francés: Cathédrale Saint-Alain de Lavaur) es una antigua iglesia catedral francesa de estilo gótico meridional que se encuentra en la pequeña ciudad de Lavaur en el departamento de Tarn. Construida entre 1255 y 1300, aunque luego muy ampliada en los siglos XIV y XV, alberga un órgano Cavaillé-Coll, con un buffet policromado del siglo XVI, y conserva un magnífico altar románico. Tiene un imponente campanario octogonal realizado en ladrillo y una segunda torre cuadrada más pequeña que contiene un jacquemart del siglo XVI (una estatua que golpea las horas con un martillo). En la parte delantera se encuentra el jardín del Obispado, donde está la estatua de Emmanuel, conde de Las Cases, uno de los compañeros de Napoleón en la isla de Santa Elena.
Fue primero priorato pasándose a ser sede del obispado de Lavour en 1317, suprimido en 1790 la Revolución para ser integrada en la diócesis de Montpellier (y desde 1822 dependiente nuevamente de la arquidiócesis de Albi).
La catedral fue objeto de una clasificación al título de monumento histórico de Francia en 1911.

## Orígenes

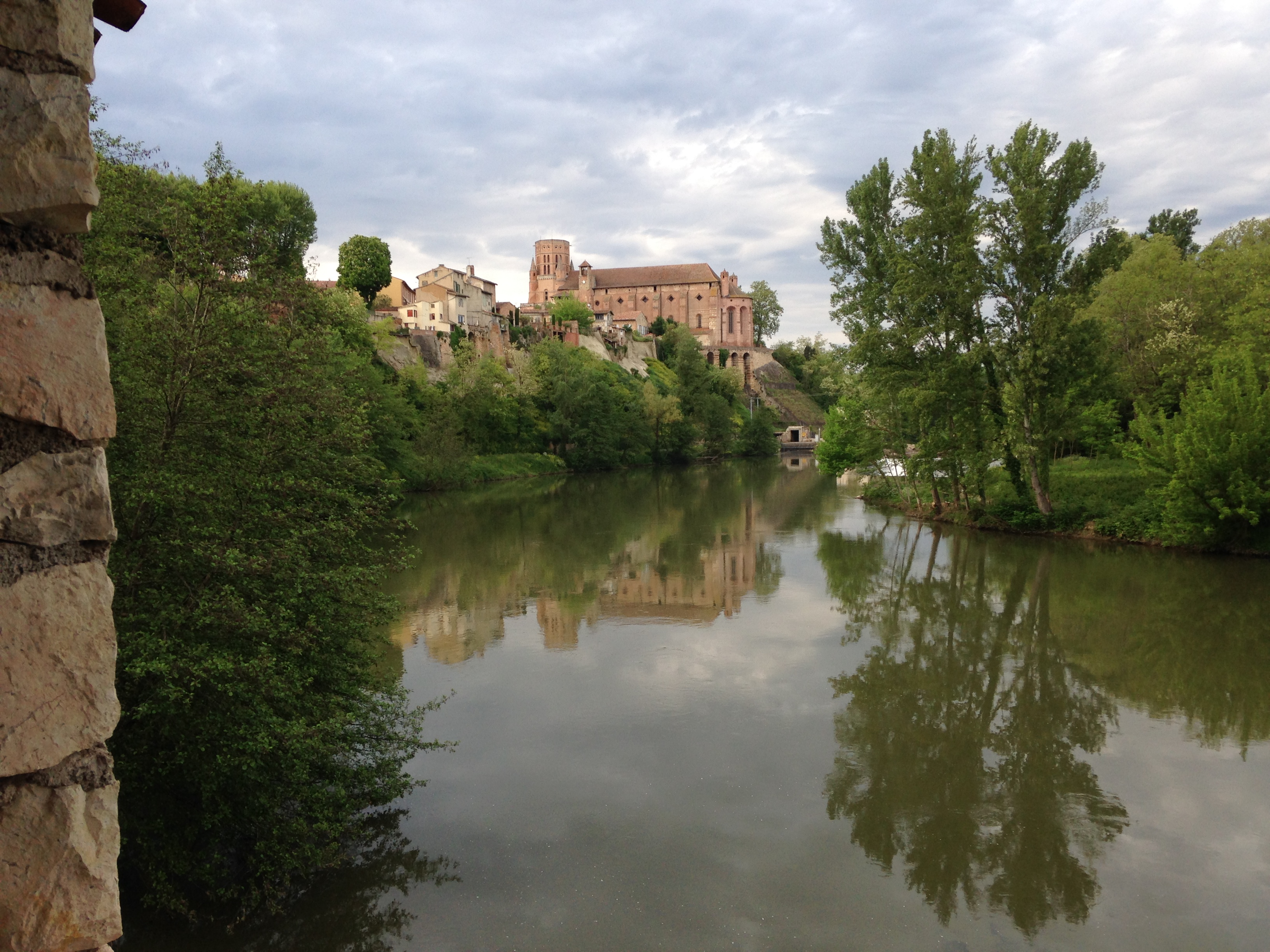
Vista lejana de la catedral, con el río Agout en primer término

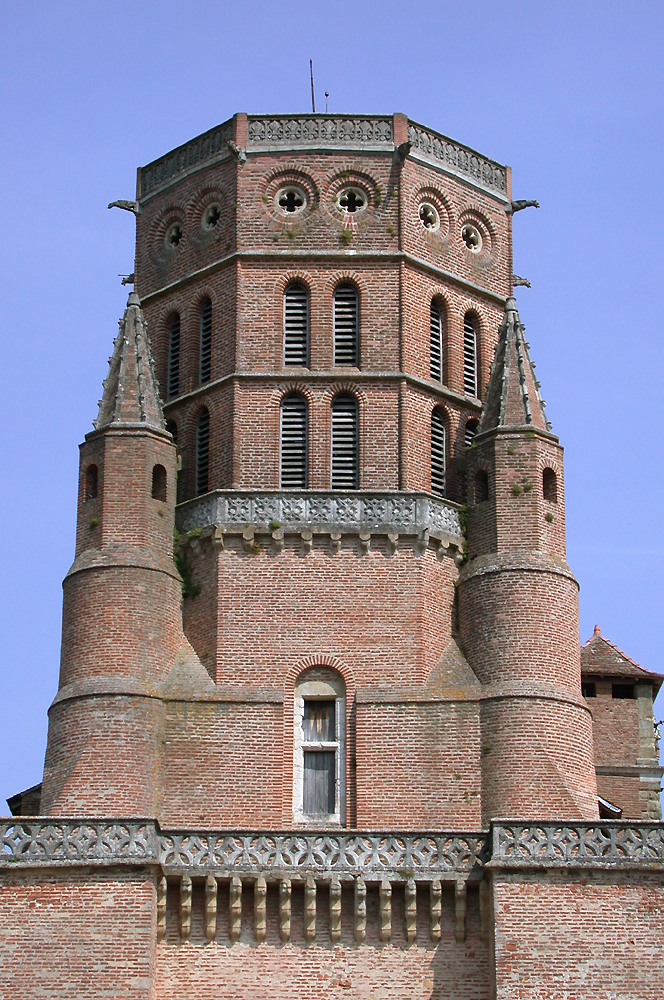
Detalle del campanario octogonal

Vista del campanario románico con el Jacquemart

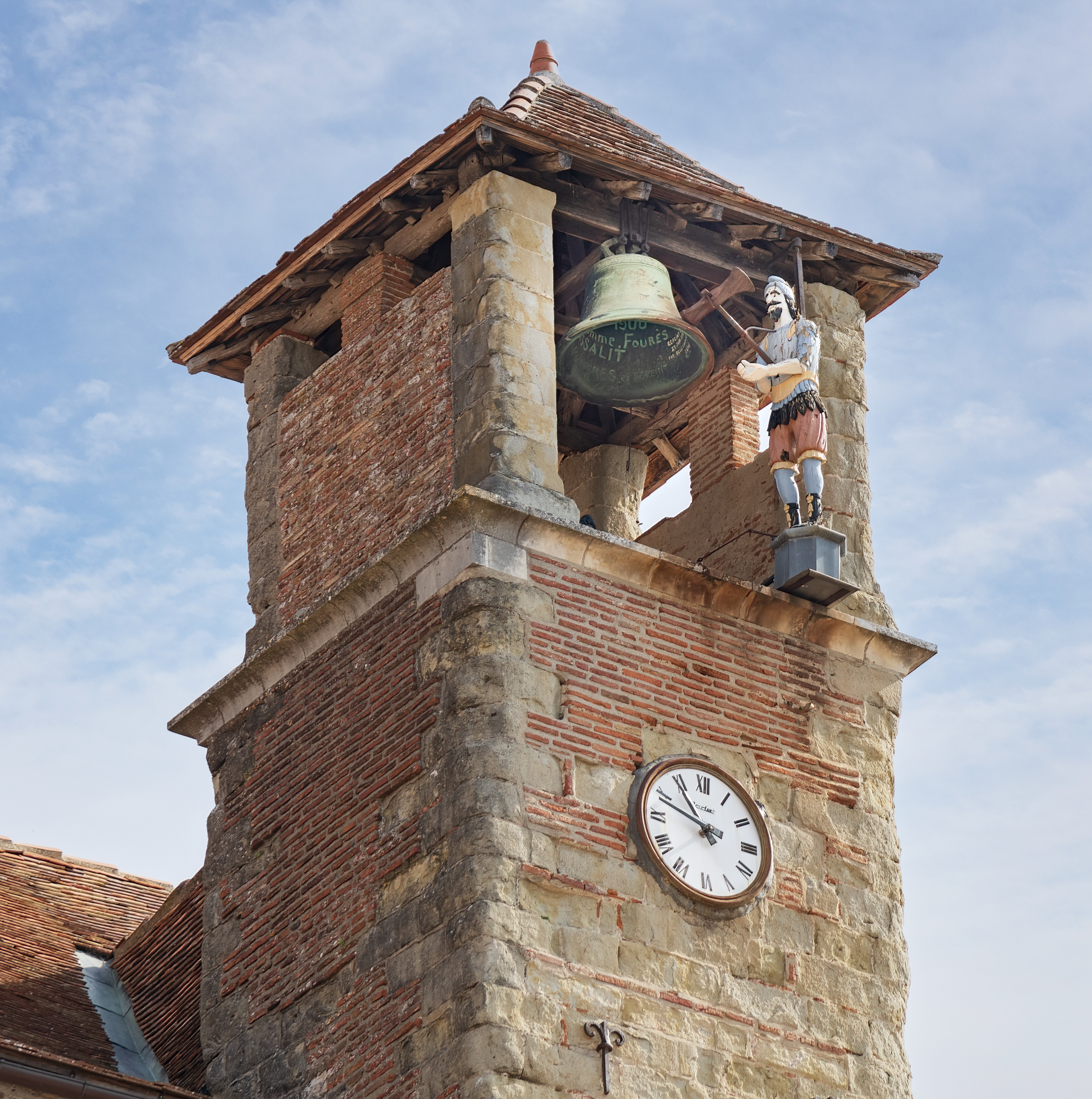
Detalle del Jacquemart

El origen del san Alain honrado en Lavaur sigue siendo desconocido, no siendo ni Alain Delaroche, ni el san Alain honrado en Bretaña.
La fundación del priorato de San Alain está atestiguada por una carta de 5 de agosto de 1098, en la que Izarn de Lavaur, obispo de Toulouse, hizo una donación a los monjes benedictinos de la abadía de Saint-Pons-de-Thomières, siendo encargados ellos de la reconstrucción de la iglesia de San Elan (Saint-Elan) de Lavaur, en ese entonces en ruinas, lo que probaría que el culto en Lavaur de san Alain (Alan o Elan en occitano) era significativamente anterior a esa fecha.
Entre 1099 y 1211 los benedictinos de Saint-Pons erigieron una iglesia románica para su priorato de Lavaur, que fue destruida en la cruzada albigense durante el sitio de 1211. La iglesia actual fue reconstruida a mediados del siglo XIII, comenzada alrededor de 1255 conservando de la huella románica en el pequeño campanario sur del Jacquemart. De puro estilo gótico meridional con una gran nave de proporciones esbeltas (de 23 m de altura por 13,60 m de anchura), la iglesia del siglo XIII comportaba únicamente cinco tramos cerrados en ambos extremos por un muro recto. La transformación del priorato en obispado de Lavaur en 1317 supuso que la iglesia adquirió la condición de catedral, preludio de las ampliaciones del edificio que continuarán hasta el comienzo del siglo XVI por iniciativa de varios de sus obispos.
Así en el siglo XIV se procedió a la construcción de capillas entre los contrafuertes (una de las primeras disposiciones de este tipo adoptadas en el Languedoc). A mediados del siglo XV se construyó la capilla que actualmente es utilizada como sacristía, bajo el patrocinio de San Martial, y en 1480, contigua al oeste de la misma, los canónigos establecieron una sala capitular dedicada a San Gauthier. Pinturas al fresco pintadas en 1730 adornan las paredes, relatando episodios de la historia de Lavaur. Desaparecieron en gran parte debido a la humedad.

## La iniciativa del obispo Jean Vigier

Portal lateral de la catedral

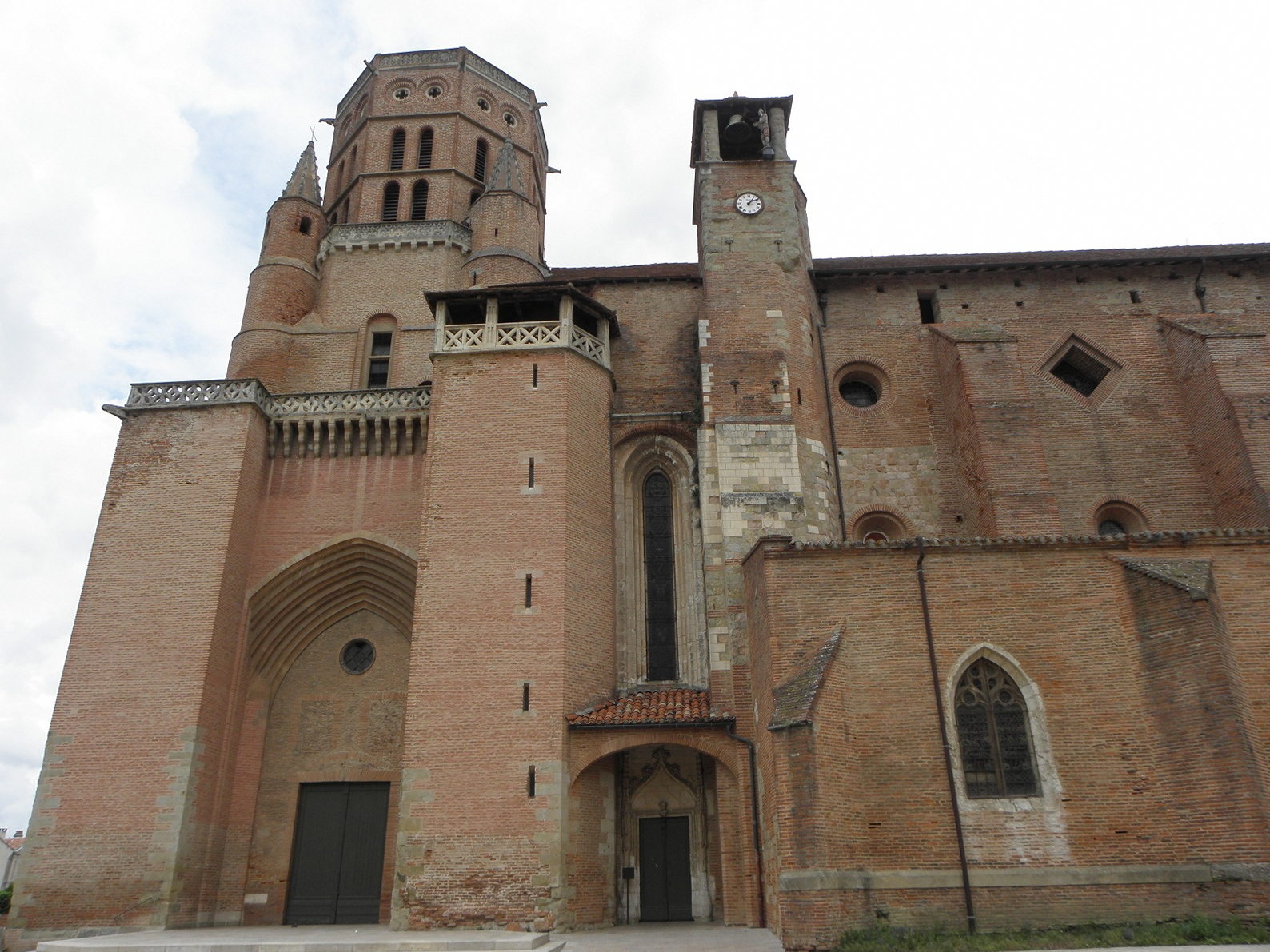
Fachada lateral de la catedral

Especialmente en el último cuarto del siglo XV, y por iniciativa del obispo Jean Vigier (1469-1497), se emprendieron grandes trabajos que darán a la catedral su aspecto actual. A partir de la construcción de un nuevo palacio episcopal adyacente a la catedral por el norte (que fue destruido a principios del siglo XIX) comenzó a construirse el imponente campanario occidental de tres terrazas, con una altura de 42 m (sobreelevado con una flecha destruida en 1540). La conexión con el resto de la iglesia mediante una crujía adicional transformó la nave en un recinto de gran amplitud. La curiosa corona tallada en flores de lis en lo alto de la torre recuerda que se completó bajo el episcopado siguiente al de Héctor de Borbón (1497-1500). Todavía a finales del siglo XV, se adjuntó una capilla al sur de la antigua portada románica, bien conservada, con ricos capiteles evocadores de la infancia de Cristo. Una nueva entrada lateral, decorada con pináculos y rematada por el escudo del obispo, se llevó a cabo a continuación, en el lado sur del tramo de conexión.

## Portal gótico flamígero delsigloXVI
La obra casi completada, pero muy desnuda internamente, prácticamente sin esculturas, va a ornamentarse a principios del siglo XV con un magnífico portal en gótico flamígero con parteluz; al porche-campanario —un conjunto finamente cincelado— se añadirán más tarde las dos capillas del lado sur con bóvedas muy adornadas (liernes y terceletes), en la que una tiene un nicho muy decorado encuadrando actualmente luna hermosa Piedad de madera pintada y dorada en el siglo XVII.
Una hermosa reja (desaparecida en el siglo XVIII) enriquecía el coro. Y un hermoso órgano completaba el conjunto con un bufet de alta factura renacentista debido a escultor tolosano Nicolas Bachelier (instrumento rehecho en 1889 por Aristide Cavaillé-Coll, 1811-1899). Hay que añadir, de la misma época, un sarcófago a la derecha del santuario con decoración renacentista, tumba del obispo de Lavaur Georges de Selve.

## Primer mecanismo de campana (1523) y establecimiento del Jacquemart (1604)
El primer mecanismo y la campana que suena el «famoso» Jacquemart datan de 1523. Aunque parece que el autómata (actualmente, de tercera generación) no se llevará a cabo hasta 1604. La leyenda quiere que el primer Jacquemart fue construido por un preso condenado a tocar las campanas cada hora para señalar su presencia, que habría fabricado un autómata de madera para golpear por él y así poder escapar.
También es destacable el notable altar románico del siglo XI con ricos motivos iconográficos dispuesto en el centro del coro. La catedral también dispone de un bello mobiliario, como el atril de hierro forjado y cobre repujado, fundido por Bernard Ortet, del siglo XVIII y clasificado, una tabla (a la izquierda del coro) de la Crucifixión de la escuela de José de Ribera (1591-1652), las tablas que adornan el santuario con marcos Regencia, o el hermoso púlpito del siglo XIX.

## Anexos

### Personajes enterrados en la catedral
- Georges de Selve, évêque de Lavaur enterrado en 1541.

### Lista de arciprestes de Saint-Alain
- 1804-1840: Pierre Noyer, nacido en Albi en 1748. Muerto en Lavaur el 13 de abril de 1840.
- 1840-1847: Bernard Noyer, nacido en Albi. Muerto en Lavaur el 8 de diciembre de 1847.
- 1848-1866: Jean-Baptiste Amans, nacido en Albi en 1796. Muerto en Lavaur el 1 de agosto de 1866.
- 1866-1884: Pierre Eugène Roques à Labruguière en 1818. Muerto en Lavaur el 4 de septiembre de 1884.
- 1884-1896: Marie Ernest Cassan, nacido en Castelnau-de-Montmiral. Muerto en Lavaur en 1896.
- 1896-1905: Louis Armengaud. Muerto en Lavaur en marzo de 1905.
- 1905-1938: Marius Lavèze. Muerto en Lavaur en 1938.
- 1938-1945: Aimé Fulcran Boularan. Muerto en Lavaur en 1945.
- 1945-1964: Henri Martin Galau. Muerto en Montferier (Ambres).
- 1964-1976: Roger Saysset. Muerto en Valderiès.
- 1976-2001: Jean Houlès. Muerto en Lavaur

### Lista de sacerdotes de San Francisco
- 1803-1834: Henri de Juvenel. Nacido en Pézenas. Muerto en Lavaur en 1834.
- 1834-1849: Jean-Baptiste Amans. Nacido en Albi en 1796. Muerto en Lavaur el 1 de agosto de 1866.
- 1849-1873: Étienne-Martial Rayssac. Muerto en Lavaur en 1873.
- 1873-1885: Charles-Henri Cazals
- 1885-1930: Louis Astruc. Né à Roquecourbe. Muerto en Lavaur en 1930.
- 1930-1945: Joseph Chabbert. Mort à Sorèze.
- 1945-1954: René Rieunaud
- 1954-1963: Louis Roucoules

Después de esa fecha, la parroquia de San Francisco está ligada a la de Saint-Alain.